# Laxön
Laxön est une île de l’archipel de Luleå en Suède,,.

## Présentation
Laxön est située au nord du golfe de Botnie dans la baie Rånefjärden.
Laxön culmine à dix mètres d'altitude. 
L'île doit son nom au riche stock de saumons de la mer qui l'entoure, lax étant le mot suédois pour saumon. 
On ne peut y accéder que par bateau privé et on y trouve quelques bâtiments, des cabanes et des résidences d'été. 
En raison du soulèvement post-glaciaire, trois îles : Lövgrunden, Saxgrundet et Flottgrundet ont été reliées à Laxön.